# Bob Gunton
Robert Patrick Gunton Jr (Santa Monica, 15 november 1945) is een Amerikaanse acteur.
Gunton werd geboren in Santa Monica in Californië als zoon van Rose Marie en Robert Patrick Gunton Sr, een medewerker van een vakbond. Hij studeerde aan de Universiteit van Californië.
Op toneel was Gunton te zien op Broadway als Juan Peron tegenover Patti LuPone in Evita. In 1989 speelde hij een nieuwe versie van Sweeney Todd. Voor zowel zijn rol als in Evita als in Sweeney Todd werd Gunton genomineerd voor een Tony Award. Daarnaast speelde hij in Working, King of Hearts, The Music Man en Big River.
Gunton is waarschijnlijk het meest bekend van zijn rol als corrupte gevangenisdirecteur (warden) Norton in de film The Shawshank Redemption. Op televisie was hij te zien in tien afleveringen van Desperate Housewives en in het zesde en zevende seizoen van 24 als Chief of Staff Ethan Kanin.
In 2015 speelde Gunton de rol van Leland Owlsley in de Marvel Netflix televisieserie Daredevil. In 2021 speelde Gunton de rol van de "The Ghost Farmer" en de geestversie van Egon Spengler in de film Ghostbusters: Afterlife. 